# 月光ノ仮面
『月光ノ仮面』（げっこうのかめん）は2011年の日本のコメディ映画。
板尾創路が監督・脚本・主演を務めた2作目の作品で、古典落語『粗忽長屋』をモチーフにしている。

## キャスト
- 男 - 板尾創路： 謎の帰還兵。「森乃家小鮭」の芸名で高座に上がることに。
- 岡本太郎 - 浅野忠信： 戦死したとされた落語家「森乃家うさぎ」。
- 弥生 - 石原さとみ： 太郎の許嫁。森乃家一門・天楽師匠の娘。
- 森乃家天楽 - 前田吟： 弥生の父親。太郎の師匠。
- 森乃家金太 - 六角精児
- 森乃家笑太郎 - 柄本佑
- 森乃家福次郎 - 矢部太郎
- 森乃家小天 - 佐野泰臣
- 森乃家天助 - 千代将太
- 平尾小隊長 - 木村祐一： 太郎らの上官。
- 熊倉隊員 - 津田寛治： 太郎らと同じ部隊の兵士。
- 席亭 - 國村隼
- 神楽文鳥 - 宮迫博之
- 椿家詩丸 - 木下ほうか
- 岡本孝子 - 根岸季衣： 太郎の母親。
- 達造 - 平田満： 人力車の車夫。